# Persone di nome Ed
| Questa pagina contiene informazioni ricavate automaticamente dalle voci biografiche con l'ausilio del template Bio e di un bot. L'aggiornamento è periodico e automatico e ricostruisce completamente la pagina. Se manca una persona in questa lista, sei pregato di non aggiungerla, ma accertati piuttosto che la sua voce biografica contenga il template Bio e che i dati anagrafici siano correttamente compilati. Se il template Bio manca, inseriscilo tu stesso o, in alternativa, metti l'avviso {{tmp\|Bio}} che ne segnala la mancanza. Se i dati riportati sono sbagliati, correggi direttamente la voce biografica; le modifiche saranno visibili in questa lista entro pochi giorni. Per chiarimenti vedi il progetto antroponimi. La lista contiene solo le 60 persone che sono citate nell'enciclopedia e per le quali è stato implementato correttamente il template Bio. Pagina aggiornata al 16 ott 2024. |

Questa è una lista di persone presenti nell'enciclopedia che hanno il prenome Ed, suddivise per attività principale.

## Allenatori di pallacanestro(2)
- Ed Cooley, allenatore di pallacanestro statunitense (Providence, n. 1969)
- Ed Tapscott, allenatore di pallacanestro e dirigente sportivo statunitense (n. 1953)

## Artisti(1)
- Ed Roth, artista e animatore statunitense (Beverly Hills, n. 1932 - Manti, † 2001)

## Artisti marziali misti(1)
- Ed West, artista marziale misto statunitense (Olongapo, n. 1983)

## Attori(15)
- Ed Asner, attore statunitense (Kansas City, n. 1929 - Los Angeles, † 2021)
- Ed Begley, attore statunitense (Hartford, n. 1901 - Los Angeles, † 1970)
- Ed Bishop, attore statunitense (New York, n. 1932 - Londra, † 2005)
- Ed Brady, attore statunitense (New York, n. 1889 - Los Angeles, † 1942)
- Ed Fury, attore e culturista statunitense (Long Island, n. 1928 - Los Angeles, † 2023)
- Ed Kemmer, attore statunitense (Reading, n. 1921 - New York, † 2004)
- Ed Lauter, attore, comico e cabarettista statunitense (Long Beach, n. 1938 - Los Angeles, † 2013)
- Ed Nelson, attore statunitense (New Orleans, n. 1928 - Greensboro, † 2014)
- Ed O'Ross, attore statunitense (Pittsburgh, n. 1946)
- Ed Oxenbould, attore australiano (Melbourne, n. 2001)
- Ed Prentiss, attore statunitense (Chicago, n. 1908 - Los Angeles, † 1992)
- Ed Quinn, attore statunitense (Berkeley, n. 1968)
- Ed Setrakian, attore statunitense (Anawalt, n. 1928)
- Ed Speleers, attore britannico (Chichester, n. 1988)
- Ed Wynn, attore, doppiatore e cabarettista statunitense (Filadelfia, n. 1886 - Beverly Hills, † 1966)

## Autori di giochi(1)
- Ed Greenwood, autore di giochi e scrittore canadese (Toronto, n. 1959)

## Autori di videogiochi(1)
- Ed Logg, autore di videogiochi statunitense (Seattle, n. 1948)

## Batteristi(1)
- Ed Warby, batterista olandese (Rotterdam, n. 1968)

## Calciatori(3)
- Ed de Goeij, ex calciatore olandese (Gouda, n. 1966)
- Ed Murphy, calciatore scozzese (Inchinnan, n. 1930 - Pompano Beach, † 2005)
- Ed Carlos, calciatore brasiliano (San Paolo, n. 2001)

## Cantanti(1)
- Ed Ames, cantante, attore televisivo e dirigente sportivo statunitense (Malden, n. 1927 - Los Angeles, † 2023)

## Cantautori(1)
- Ed Harcourt, cantautore britannico (Lewes, n. 1977)

## Cestisti(1)
- Ed Johnson, cestista e allenatore di pallacanestro statunitense (Atlanta, n. 1944 - † 2016)

## Chitarristi(1)
- Ed Wynne, chitarrista britannico (Londra, n. 1961)

## Conduttori televisivi(1)
- Ed Sullivan, conduttore televisivo, showman e giornalista statunitense (New York, n. 1901 - New York, † 1974)

## Dirigenti sportivi(1)
- Ed Chynoweth, dirigente sportivo canadese (Dodsland, n. 1941 - Calgary, † 2008)

## Disc jockey(1)
- The Chemical Brothers, disc jockey britannico (Londra, n. 1970)

## Doppiatori(1)
- Ed Gilbert, doppiatore e attore statunitense (Chicago, n. 1931 - Beverly Hills, † 1999)

## Fotografi(1)
- Ed van der Elsken, fotografo e regista olandese (Amsterdam, n. 1925 - Edam, † 1990)

## Fumettisti(2)
- Ed Brubaker, fumettista e sceneggiatore statunitense (Bethesda, n. 1966)
- Ed Hannigan, fumettista e disegnatore statunitense (New Port, n. 1951)

## Giocatori di curling(1)
- Ed Lukowich, giocatore di curling canadese (North Battleford, n. 1946)

## Giocatori di football americano(4)
- Ed Jones, ex giocatore di football americano statunitense (Jackson, n. 1951)
- Ed Marinaro, ex giocatore di football americano e attore statunitense (New York, n. 1950)
- Ed Reynolds, ex giocatore di football americano statunitense (Orange Park, n. 1991)
- Ed Stinson, giocatore di football americano statunitense (Homestead, n. 1990)

## Illusionisti(1)
- Ed Alonzo, illusionista, comico e attore messicano (n. 1968)

## Informatici(1)
- Ed Boon, programmatore e autore di videogiochi statunitense (Chicago, n. 1964)

## Inventori(1)
- Ed Yost, inventore statunitense (Bristow, n. 1919 - Vadito, † 2007)

## Maratoneti(1)
- Ed Whitlock, maratoneta canadese (Londra, n. 1931 - Toronto, † 2017)

## Musicisti(4)
- Ed Graham, musicista inglese (Great Yarmouth, n. 1977)
- Ed La Menthe, musicista e compositore statunitense (New Orleans, n. 1857 - † 1901)
- Ed Starink, musicista e compositore olandese (Apeldoorn, n. 1952)
- Ed Stasium, musicista e produttore discografico statunitense (New Jersey, n. 1945)

## Nuotatori(1)
- Ed Moses, nuotatore statunitense (Loma Linda, n. 1980)

## Percussionisti(1)
- Ed Mann, percussionista, tastierista e compositore statunitense (Great Barrington, n. 1955 - † 2024)

## Produttori cinematografici(2)
- Ed Guiney, produttore cinematografico irlandese (Dublino, n. 1966)
- Ed Powers, produttore cinematografico, regista e attore pornografico statunitense (Brooklyn, n. 1954)

## Rapper(1)
- Ed Lover, rapper, attore e musicista statunitense (Hollis, n. 1963)

## Registi(2)
- Ed Adlum, regista, sceneggiatore e produttore cinematografico statunitense (Queens, n. 1944)
- Ed Wood, regista, sceneggiatore e produttore cinematografico statunitense (Poughkeepsie, n. 1924 - Los Angeles, † 1978)

## Sceneggiatori(1)
- Ed Solomon, sceneggiatore, regista e produttore cinematografico statunitense (Saratoga, n. 1960)

## Scrittori(1)
- Ed Park, scrittore e giornalista statunitense (Buffalo, n. 1970)

## Stuntman(1)
- Ed Gale, stuntman e attore statunitense (Plainwell, n. 1963)

## Teologi(1)
- Ed Parish Sanders, teologo statunitense (Grand Prairie, n. 1937 - † 2022)